# 4 de Julho EC
4 de Julho EC is een Braziliaanse voetbalclub uit Piripiri in de staat Piauí. 

## Geschiedenis
De club werd opgericht op 4 juli 1987. Een jaar later speelden ze voor het eerst in het Campeonato Piauiense. Ze werden drie keer staatskampioen. Enkel in 1996 en 2001 speelden ze niet in de hoogste klasse. In 1989 speelde de club in de Série B en werd daar laatste in de groepsfase. In 1997 speelden ze in de Série C, waar ze derde in de groepsfase werden voor staatgenoot Ríver, dat jaar nam de club ook deel aan de Copa Norte en eindigde daar laatste samen met Tuna Luso. In 2015 degradeerde de club uit de hoogste klasse, maar kon na één seizoen terugkeren.
In 2020 werd de club staatskampioen en nam zo deel aan de Copa do Brasil 2021 waar de club furore maakte. Nadat Série B club Confiança uitgeschakeld werd in de eerste ronde ging in de tweede ronde neoeersteklasser Cuiabá voor de bijl na strafschoppen. In de derde ronde leek even een nieuwe stunt in de maak na een 3-2 overwinning op het grote São Paulo, maar in de terugwedstrijd werd het 9-1 en was het bekersprookje voorbij. 

## Erelijst
Campeonato Piauiense
1992, 1993, 2011, 2020